# P.Y.T. (Pretty Young Thing)
P.Y.T. (Pretty Young Thing) – singel z albumu Michaela Jacksona Thriller z 1982. Utwór został napisany początkowo w formie średniego R&B. Quincy Jones chciał nieco szybsze tempo, więc Jackson stworzył wersję, która pojawia się na albumie Thriller. Oryginalna wersja utworu znajduje się na drugim dysku Michael Jackson: The Ultimate Collection.

## Lista utworów
Singiel (Wlk. Brytania)
| 1. | „P.Y.T. (Pretty Young Thing)”                | 3:58  |
|    |                                              |       |
| 2. | „This Place Hotel” (live with The Jackson 5) | 4:40  |
|    |                                              |       |
|    |                                              | 08:38 |
|    |                                              |       |
Singiel (USA)
| 1. | „P.Y.T. (Pretty Young Thing)”                     | 3:58  |
|    |                                                   |       |
| 2. | „Working Day and Night” (live with The Jackson 5) | 6:54  |
|    |                                                   |       |
|    |                                                   | 10:52 |
|    |                                                   |       |

## Informacje szczegółowe
- Słowa i muzyka: James Ingram i Quincy Jones
- Produkcja: Quincy Jones
- Syntezator i programowanie syntezatorów: Greg Phillinganes
- Vocoder i emulator: Michael Boddicker
- Instrumenty klawiszowe: James Ingram
- Gitary: Paul Jackson Jr.
- Gitara basowa: Louis Johnson
- Perkusja: N’dugu Chancler
- Oklaski: Michael Jackson, Louis Johnson, Greg Phillinganes, James Ingram i Steve Ray
- Aranżacja: James Ingram i Quincy Jones
- P.Y.T.s:
  - Janet Jackson
  - La Toya Jackson
  - Becky Lopez
  - Bunny Hull